# تورینگ (ریزمعماری)
تورینگ (انگلیسی: Turing) اسم رمز یک ریزمعماری برای واحد پردازش مرکزی است که توسط شرکت انویدیا ارائه شده‌است. این ریزمعماری دنباله‌ای است بر ریزمعماری پیشین با عنوان ولتا. عنوان این پروژه منتسب به نام آلن تورینگ دانشمند رایانه و رمزنگار انگلیسی است. این ریزمعماری نخستین مرتبه در کوآدرو انویدیا مورد استفاده قرار گرفت و سپس تا مجموعه جی‌فورس سری ۲۰ هم استفاده گردید و پس از آن، ریزمعماری آمپر جایگزین آن گردید.